# Lucy in the Sky with Diamonds
Lucy in the Sky with Diamonds (englisch für: Lucy im Himmel mit Diamanten) ist ein Lied der Beatles, das 1967 auf dem Album Sgt. Pepper’s Lonely Hearts Club Band veröffentlicht wurde. Als Autoren sind – wie bei den Beatles üblich – Lennon/McCartney angegeben.

## Inspiration
Lennon zufolge ist das Lied stark von Alice im Wunderland inspiriert:

“The images were from ‘Alice in Wonderland.’ It was Alice in the boat. She is buying an egg and it turns into Humpty Dumpty. The woman serving in the shop turns into a sheep and the next minute they are rowing in a rowing boat somewhere and I was visualizing that. There was also the image of the female who would someday come save me […] a ‘girl with kaleidoscope eyes’ who would come out of the sky. It turned out to be Yoko, though I hadn’t met Yoko yet. So maybe it should be ‘Yoko in the Sky with Diamonds.’”

„Die Bilder stammen aus ‚Alice im Wunderland‘. Es war Alice in dem Boot. Sie kauft ein Ei und es verwandelt sich in Humpty Dumpty. Die Frau, die im Laden bedient, verwandelt sich in ein Schaf, und im nächsten Augenblick rudern sie irgendwo in einem Ruderboot, und das stellte ich mir vor. Da war auch das Bild der Frau, die mich eines Tages retten kommen würde […] ein ‚Mädchen mit Kaleidoskop-Augen‘, das aus dem Himmel kommen würde. Es stellte sich heraus, dass es Yoko war, obwohl ich Yoko noch nicht getroffen hatte. Vielleicht sollte es wohl ‚Yoko in the Sky with Diamonds‘ heißen.“

## Der Name des Liedes

### Julians Zeichnung
Grundlage für den Song war eine Zeichnung von Lennons Sohn Julian. Er hatte seine Klassenkameradin Lucy O’Donnell gezeichnet und diese Zeichnung mit nach Hause gebracht. Julian erklärte seinem Vater das Bild als „Lucy in the Sky with Diamonds“. Am 28. September 2009 gab das St. Thomas Hospital in London bekannt, dass Lucy O’Donnell 46-jährig gestorben ist. Sie erlag der Autoimmunkrankheit Lupus erythematodes.

### Verbindung mit Drogen
Aufgrund des Titels, der sich mit LSD abkürzen lässt (Lucy in the Sky with Diamonds), und des Liedtextes, der eine farbenfrohe und traumhafte Phantasiewelt beschreibt, glauben allerdings viele Fans bis heute, der Song basiere auf einem von Lennons LSD-Trips. Lennon selbst behauptete aber in mehreren Interviews, dass er sich dieser zufälligen Übereinstimmung nicht bewusst war und erst von anderen darauf hingewiesen wurde:

“I swear to God, or swear to Mao, or to anybody you like, I had no idea [the title] spelled L.S.D.”

„Ich schwöre bei Gott oder schwöre bei Mao oder bei wem auch immer Sie wollen, dass ich keine Ahnung hatte, dass man [den Titel] L.S.D. abkürzen kann.“

Hartnäckig halten sich Gerüchte, der Titel wäre von der BBC boykottiert worden, da er mit Drogen zu assoziieren sei. Der Titel wurde jedoch mindestens einmal am 20. Mai 1967 von der BBC gesendet.
McCartney hatte sich im Jahr 2004 in einem Interview mit dem Musikmagazin Uncut dahingehend geäußert, der Musiktitel thematisiere tatsächlich das Halluzinogen LSD.

## Aufnahmen
Die Arbeiten an dieser Komposition von John Lennon fanden vom 28. Februar bis zum 2. März 1967 in den Abbey Road Studios (Studio 2) mit dem Produzenten George Martin statt. Geoff Emerick war der Toningenieur der Aufnahmen. Mit einer Produktionszeit von drei Tagen war das Lied vergleichsweise schnell fertig. Die erste Sitzung am 28. Februar nutzten die Beatles ausschließlich dazu, das Stück zu proben. Erst am folgenden Tag begann die Gruppe mit den Aufnahmen. Am 1. März entstand in sieben Takes der Rhythmustrack mit dem Intro, das von Paul McCartney auf einer Lowrey-Orgel gespielt wurde (manche Quellen sprechen von einer Hammond-Orgel, diese kann aber nicht den charakteristischen Glockenklang erzeugen). Am 2. März wurden im Overdub-Verfahren der Gesang und der Bass (gespielt von Paul McCartney, der hier eine seiner interessantesten Bassfiguren spielte) sowie eine verzerrte E-Gitarre (gespielt von George Harrison) hinzugefügt.
Die Gesangsstimmen wurden mit verlangsamter Bandgeschwindigkeit aufgezeichnet und später wieder beschleunigt. Dadurch haben sie einen dünnen und schneidenden Klang. Bei 1:32 Minuten hört man kurz einen kleinen Fetzen einer früheren Version durchklingen, der beim Reinigen der Bänder überhört wurde. Bei der neu abgemischten Version auf Yellow Submarine Songtrack aus dem Jahr 1999 wurde dieser Fehler korrigiert.
Besetzung:
- John Lennon: Leadgitarre, Gesang
- Paul McCartney: Bass, Orgel, Hintergrundgesang
- George Harrison: Leadgitarre, Akustikgitarre, Tambura, Hintergrundgesang
- Ringo Starr: Schlagzeug

Es wurde ursprünglich eine Monoabmischung am 3. März 1967 und eine Stereoabmischung am 7. April hergestellt. Bei der Monoversion variiert die Abmischung des Gesangs im Vergleich zur gängigen Stereoversion.

## Veröffentlichungen
- Am 30. Mai 1967 erschien in Deutschland das zwölfte Beatles-Album Sgt. Pepper’s Lonely Hearts Club Band, auf dem Lucy in the Sky with Diamonds enthalten ist. In Großbritannien wurde das Album am 26. Mai veröffentlicht, dort war es das neunte Beatles-Album. In den USA erschien das Album sechs Tage später, am 1. Juni, dort war es das 14. Album der Beatles.
- Am 13. März 1996 wurde auf dem Kompilationsalbum Anthology 2 veröffentlicht, auf dem sich eine Version in einer neuen Abmischung aus dem Jahr 1995 befindet, die von den Aufnahme-Takes 6, 7 und 8 stammt.
- Am 13. September 1999 erschien das von Peter Cobbin und seinen Assistenten Paul Hicks und Mirek Stiles neu abgemischte Soundtrackalbum Yellow Submarine Songtrack. Die Abmischung von Lucy in the Sky with Diamonds orientiert sich im Wesentlichen an der Originalabmischung, der Gesang wirkt klarer und das Schlagzeug ist deutlicher zu hören. Es wurden für den wiederveröffentlichten Film Yellow Submarine darüber hinaus 5.1-Abmischungen angefertigt.
- Am 26. Mai 2017 erschien die 50-jährige Jubiläumsausgabe des von Giles Martin und Sam Okell neuabgemischten Albums Sgt. Pepper’s Lonely Hearts Club Band (Super Deluxe Box), auf dieser befinden sich, neben der Monoversion, die bisher unveröffentlichten Versionen (Take 1 And Speech At The End), (Speech, False Start And Take 5) und (Unreleased Mono Mix – No. 11) von Lucy in the Sky with Diamonds.
- Am 10. November 2023 wurde das Kompilationsalbum 1967–1970 erneut wiederveröffentlicht. Auf diesem befindet sich Lucy in the Sky with Diamonds in der von Giles Martin und Sam Okell 2017 neu abgemischten Version.

## Coverversionen
- Im November 1974 erschien eine Coverversion des Stücks von Elton John, das in der US-amerikanischen Hitparade Platz 1 eroberte. Bei der Aufnahme zu dem Lied hatte ein gewisser „Dr. Winston O’Boogie“ mitgewirkt, ein Pseudonym, hinter dem sich John Lennon verbarg.[17]
- 1987 veröffentlichte die Band The Hooters eine Coverversion dieses Stücks auf der B-Seite der Single Johnny B.
- 2003 coverte der japanische Rockmusiker Hyde das Lied und veröffentlichte es auf seiner Single Horizon.
- Im mit psychedelischen Farben gestalteten Abspann des Musikfilms Across the Universe von 2007 erklingt der Song in einer Interpretation von Bono.

## Auszeichnungen für Musikverkäufe
| Land/Region                  | Auszeichnungen für Musikverkäufe (Land/Region, Auszeichnung, Verkäufe) | Verkäufe |
| ---------------------------- | ---------------------------------------------------------------------- | -------- |
| Neuseeland (RMNZ)            | Gold                                                                   | 15.000   |
| Vereinigtes Königreich (BPI) | Gold                                                                   | 400.000  |
| Insgesamt                    | 2× Gold ·                                                              | 415.000  |

Hauptartikel: The Beatles/Auszeichnungen für Musikverkäufe

## Sonstiges
- Das Lied wurde zum Namensgeber für das bekannteste Skelett der Vormenschen-Art Australopithecus afarensis (wissenschaftliche Bezeichnung: AL 288-1; siehe Lucy) sowie für einen Weißen Zwerg (Stern) mit dem wissenschaftlichen Namen BPM 37093, bei dem festgestellt wurde, dass sein Kern aus Kohlenstoff, der Grundsubstanz von Diamanten, besteht.
- Eine nicht unwesentliche Rolle spielt das Lied auch in dem Film Ich bin Sam. So nennt zum Beispiel Sam Dawson, der Protagonist des Films und Beatles-Fan, seine Tochter Lucy Diamond.
- In dem Lied Let There Be More Light, das 1968 auf dem Album A Saucerful of Secrets der britischen Rockgruppe Pink Floyd veröffentlicht wurde, enthält der Text die Zeile „For there revealed in flowing robes, was Lucy in the Sky“.
- Die Rockband Marilyn Manson veröffentlichte 1992 einen Song mit dem Titel Lucy in the sky with demons auf dem Album The Family Jams.
- In dem Musikfilm Across the Universe der Regisseurin Julie Taymor von 2007 tritt eine weibliche Figur auf, die in Anlehnung an den Song Lucy heißt und von Schauspielerin Evan Rachel Wood verkörpert wird. Die Handlung des Films folgt 33 nacheinander angestimmten Beatles-Songs, dazu sind etliche Figuren namentlich nach diesen Songs benannt.